# Pontus De la Gardie
Pontus De la Gardie, född som Ponce d'Escouperie, 1520 i Caunes-Minervois, Aude, Frankrike, död 5 november 1585 (drunknad) i Narva, var en fransk militär, friherre, och riksråd. Han var son till köpmannen Jacques Scoperier men uppfann en adelstitel från ett gods i närheten av fädernehemmet. Han började sin militära bana i Frankrike men hamnade så småningom i dansk tjänst. Under nordiska sjuårskriget togs han till fånga av svenskarna 1565. Han gick över till den svenska armén och blev 1571 friherre, varefter han gifte sig år 1580 med Sofia Johansdotter Gyllenhielm.

## I Henrik II:s tjänst
Pontus De la Gardie sattes som barn i klosterskola och antogs som munk som han var i 6 år, men övergick i tonåren till att utbilda sig inom krigsmakten. Sitt första fälttåg gjorde han under marskalk Brissac i Piemont, och deltog sedan i flera av de europeiska staternas inre strider. Under det skotska inbördeskriget 1559, sändes han av Henrik II till Skottland för att stödja katolikerna. Företaget var utan framgång, och Skottland förklarades året därpå officiellt vara ett protestantiskt land. Då seglade Pontus De la Gardie över till Danmark med sina franska och skotska legoknektar, och erbjöd den nytillträdde Fredrik II sina tjänster.

## I Fredrik II:s tjänst
Under det kaotiska nordiska sjuårskriget var De la Gardie satt att försvara det danska Varbergs fästning, men inför svenskarnas attacker 1565 kunde inte mycket göras. Fästningen var vid denna tid byggd för att motstå pilar, inte kanoner. Den svenske befälhavaren Nils Boije ledde belägringen, som slutade den 28 augusti med att försvararna gav upp. 

## I Erik XIV:s tjänst
Därmed var den korta danska tiden över för Pontus De la Gardies del. Han sågs emellertid som en tillgång för den svenska expanderande krigsmaskinen, och erbjöds att ingå i dess krets av härförare. Eftersom alternativet med all sannolikhet varit halshuggning[källa behövs], accepterade han budet. Erik XIV var förtjust i fransmannen, men Jöran Persson varnade för yrkeskrigaren och menade att det var bäst att utvisa honom. Det visade sig att Erik XIV:s rådgivare fick rätt, för De la Gardie övergick snart på hertigarnas sida, och blev en av ingenjörerna bakom Eriks avsättning.

## I Johan III:s tjänst
Den ombytlige De la Gardie intog därefter en gunstlingsplats hos Johan III, och belönades av honom med förläningar och utmärkelser. 
Johan III skänkte bland annat Mäster Olofsgården till Pontus De la Gardie 1576. Kung Sigismund bodde sannolikt i huset när han besökte Stockholm. Han var hovmästare till drottning Katarina Jagellonica från 1569, med vilken han hade ett mycket gott förhållande och som 1576 gav honom fullmakt att förhandla om hennes morsarv i Italien.  Han nämns trots detta i samband med komplotten 1574.
Den 27 juli 1571 upphöjdes han till friherre, och fick Ekholmen utanför Enköping som stamgods. Därutöver användes han i flera viktiga beskickningar till hansestäderna, till Frankrike och Spanien 1571, till kejsaren 1576, Nederländerna, Neapel och påve Gregorius XIII, med vilken han förde underhandlingar om villkoren för svenska kyrkans återförening med den katolska. Den 14 januari 1580 gifte han sig med kungens dotter Sofia Johansdotter Gyllenhielm. Bröllopet stod i Vadstena klosterkyrka 14 januari 1580. Närvarande vid ceremonin var jesuitordens höge sekreterare Antonio Possevino. Ritualen var romersk-katolsk, och olyckan under vigselakten – läktaren brakade samman och dödade en människa – menade många, var ett vredesutbrott av Gud, som antogs sympatisera med protestanterna.
Redan 1574 hade De la Gardie en kort tid fört befäl över de svenska trupperna i Finland, dock utan framgång. När kriget utbröt mot Ryssland, utnämndes De la Gardie på nytt till fältöverste 1580 och sändes väl utrustad över till Finland. Han intog Kexholms fästning 5 november 1580, och förde sedan sina trupper över den starka isen i Finska viken från Viborg till Ingermanland och intog Wesenberg och Tolsburg i Estland 1581. I mars gick han åter över till Finland, besökte Sverige, anlände i augusti på nytt till Estland och anföll på nytt Ingermanland. Narva stormades den 6 september.  Snart var Ivangorod, Jama och Koporje och hela Ingermanland i svenskarnas våld, och ryssarna stängda från Östersjön. 1582 blev De la Gardie generalfältherre och överstebefallningsman vid krigsmakten. Fördraget i Plussa slöts 1583 och gav först två månaders vapenvila men nya sammanträden förlängde avtalet i flera etapper. De la Gardie, som var svensk ståthållare i Livland (Estland) och Ingermanland, deltog i underhandlingarna. 
År 1585 blev De la Gardie riksråd. Då han den 5 november 1585 skulle bege sig från platsen för fredsförhandlingarna med ryssarna och i en båt rodde utför floden Narova mot Narva, kantrade den bräckliga farkosten. De la Gardie, som ännu var svag efter en nyss genomgången sjukdom och dessutom bar en stor och tung pälskappa som bidrog till att dra honom ner i djupet, omkom tillsammans med arton personer. Han ligger begravd i en sarkofag i Tallinns domkyrka, Toomkirik.

## Barn
1. Brita Pontusdotter De la Gardie (1581–1645)
2. Johan Pontusson De la Gardie (1582–1642)
3. Jacob Pontusson De la Gardie (1583–1652)